# 大卫·贝克汉姆
大衛·羅伯特·约瑟夫·貝克漢爵士，OBE（英語：Sir David Robert Joseph Beckham，/ˈbɛkəm/；1975年5月2日—），退役英格蘭足球員、前英格蘭足球代表隊隊長，世界足壇傳奇之一，於退役前司職中場，曾保持英格蘭守門員位置以外的上陣紀錄保持者，1999年及2001年世界足球先生亞軍。
碧咸出生於倫敦雷頓斯通，司職右中場，職業生涯在英超球會曼聯開始，17歲起為該隊上陣，期間奪得6次英超冠軍、兩次足總杯冠軍和一次歐冠冠軍錦標，隨後效力過西甲球會皇家馬德里、意甲球會AC米蘭、美國職業足球大聯盟球會洛杉磯銀河和法甲球會巴黎聖日耳曼。球场上貝克漢最為著名的是其「黃金右脚」，能夠精准地進行遠距離长传、传中及极其悅目的自由球攻門，無論在俱乐部或是在英格蘭足球代表隊生涯中，都藉此获得了大量助攻和入球。他在英超歷史助攻榜上排名第三，於265次出場中貢獻出152次直接助攻，此外，他為首名英格蘭足球運動員在最頂級的歐冠賽場上陣次數逾百次。
碧咸不僅僅是著名球員，球場以外，其妻為辣妹合唱團成員维多利亚·卡洛琳·亚当，亦由於他擁有突出外表、百變髮型及正面形象，以至自己品牌的男士香水等商品，及長期擔任運動品牌Adidas的代言人，因此對大眾傳播媒介和時尚界等方面都具很大的影響力，在足球圈外所獲得的認同程度可謂前所未見。此外，他一度為世界上最高薪的足球運動員，年薪曾經逾6500萬美元，根據於2009年發表的一份估算，其資產總額高達1.25億元英鎊。2014年淨資產有3.5億美元。
2013年5月宣布退休，2014年2月，美國職業足球大聯盟宣布貝克漢和一群投資者將在邁阿密成立一支球隊，2018年9月5日，球隊命名為國際邁阿密，球隊於2020年加入聯盟。

## 職業生涯

### 童年及早期的時候
貝克漢出生於英格蘭倫敦雷頓斯通（Leytonstone）的威普十字大學醫院（Whipps Cross University Hospital），父親大衛·愛德華·阿倫·泰德·貝克漢（David Edward Alan Ted Beckham）是一名廚房機工及曼聯支持者，而母親桑德拉·喬治娜·韋斯特·貝克漢（Sandra Georgina West Beckham）是一名髮型師。
貝克漢幼年時常常在清福德（Chingford）的列格维公园（Ridgeway Park）踢球，其後入讀蔡斯巷小学（Chase Lane Primary School）及清福德基金会学校（Chingford Foundation School）。在某次採訪中貝克漢提到，在小學階段，每當老師問及他長大後的志願時，他總是回答說「我想成為一名足球員」，但老師多數不以為然，並會隨即問他真正想從事什麼工作，當時貝克漢的想法已相當清晰，非要成為職業足球員不可（the only thing I ever wanted to do）。
貝克漢的外祖父是名猶太人，貝克漢則會稱自己是“半個猶太人”，此外，他在自傳中也表示過，自己童年時與猶太教的接觸，大概比其他任何宗教都要多。在另一本著作《雙腳著地》（Both Feet on the Ground）中，則指在青少年時期，他經常會與父母及兩名年幼的妹妹參與教堂禮拜。
他的父母是曼聯的忠實支持者，不時長途跋涉由倫敦出發到奧脫福球場觀看曼聯的主場比賽。貝克漢遺傳到父母對曼聯的鍾愛，而他本人最熱衷的一項運動，也正是足球。貝克漢參加過卜比·查爾頓在曼徹斯特開辦的其中一間足球學校，並在一次天才競賽中贏得到巴塞隆納操練的機會，在其餘的孩童時間，他又曾經為父親執教的本地球隊列格维流浪者（Ridgeway Rovers）青年隊踢球。於1986年在一場曼聯對的比賽中，貝克漢甚至扮演過曼聯的吉祥物。
年輕的貝克漢其後到不同球隊試訓，包括本地球會及诺里奇城，並參與了舉辦的足球精英學校（school of excellence），因此該會是他第一間正式代表參賽的職業球會，但熱刺並沒有接納他為青年球員。
後來在效力布林斯頓流浪青年隊的兩年期間，貝克漢獲選為1990年15歲以下年度最佳球員（Under-15 Player of the Year），又報讀了布拉丁顿预学院（Bradenton Preparatory Academy），最終在14歲生日之時，他和曼聯簽下了學童球員協議（schoolboy forms），其後於1991年7月8日，雙方正式簽署青年訓練計劃合約。

### 曼聯時期（1992-94）
1991年7月8日與曼聯簽下學徒合約，期間協助曼聯青年隊及預備1992年英格蘭足總青年杯冠軍、1993年英格蘭足總青年杯亞軍及1994年預備隊聯賽冠軍。

### 外借普雷斯頓時期（1994-95）
貝克漢曾於1994年被費格遜借往普雷斯顿一個月吸取經驗。

### 重返曼聯時期（1995-2003）

#### 1996-97球季
該賽季開鑼第一輪的聯賽中曼聯客場對溫布頓下半場87分鐘的時候碧咸半場笠射入網，該球令碧咸一夜成名。

#### 1998-99球季
重新出發
1998年世界盃後，貝克漢成為全英公敵，在球季揭幕戰尾段，曼聯仍落後1：2，這時，球隊獲得一個任意球，貝克漢把球射入，替球隊扳平比分，貝克漢向世人證明自己已回歸。
三冠王重要棋子

#### 2001-02球季
從2001-02年球季開始，費格遜對貝克漢的場外生活頗有微言，關係日漸變差。費格遜不滿貝克漢放太多時間放在贊助商宣傳活動，忽略足球上的貢獻。

#### 2002-03球季
飛靴事件，師徒決裂
兩者的衝突惡化是在2003年二月，曼聯在奧脫福主場0-2被老對手阿仙奴淘汰出足總盃，賽後贝克汉姆遭了殃。由於當時還在兵工廠的左後衛艾殊利高爾在比賽中異常活躍，佛格森賽後怒斥身為右中場的碧咸對其防守不力，「科尔讓你像個小丑」，贝克汉姆也毫不示弱，反駁道：「温格讓你像個更大的小丑」。此言一出佛格森立即暴跳如雷，他飛起一腳將一支球鞋精準的「射向」碧咸，正中贝克汉姆的眼眶位置，導致「萬人迷」破相縫了數針。事後費格遜將此事歸結為一次「飛boot事件意外」。
事後，貝克漢長期貶為後備，其後貝克漢與巴塞隆納及車路士等球隊扯上關係，轉會傳聞甚囂塵上。
他於曼聯的最後一場賽事為英超比賽，球季煞科戰對陣愛華頓，他在賽事中射入1球罰球。貝克漢於曼聯的生涯最終以一枚英超冠軍獎牌為結束。效力12個球季以來，貝克漢一共在397場賽事中射入86球，平均每場射入0.22球，這項數據以一個出任中場側翼的球員來說算是中规中矩。
在貝克漢離隊前一、兩季，一眾三冠王成員，包括謝林漢姆、斯塔姆、科尔、埃尔文及罗尼·约翰森先後離隊他投；貝克漢離隊後，「92黃金一代」其中兩位成員：巴特和菲尔·内维尔，亦先後在2004年7月及2005年8月告別梦剧院，分別轉投纽卡斯尔及埃弗顿，「92黃金一代」只剩下加里·内维尔、吉格斯、斯科尔斯三人。

### 皇家馬德里
2003年6月17日，碧咸與西甲球會皇家馬德里簽了一紙四年合約，總值3,500萬歐元（相當於2,500萬英鎊或超過4,000萬美元）。
是次轉會對皇家馬德里影響，主要是為球隊帶來巨額的商業收入，尤在遠東市場，受益於碧咸知名度，為皇馬帶來強勁的宣傳效果。雖然這次轉會影響尤以皇馬遠東之旅（市場推廣性表演賽）反映出來，但若說碧咸僅為皇馬帶來利益是不公平的說法。事實上在轉會成功時，碧咸與妻子在日本、越南、馬來西亞及泰國逗留一宣傳如巧克力、汽油、手提電話等贊助商品，據報這一週貝克漢所賺得的比皇馬年薪還多。
7月3日，碧咸在新球隊的新聞發報會上宣佈轉會成功並在翌日展示他的23號新球衣。各界相信他選擇這個號碼是來自他的偶像、籃球界球神迈克尔·乔丹（迈克尔·乔丹在效力芝加哥公牛隊時穿著23號球衣並奪得6次NBA冠軍）。翌日皇馬透過傳媒稱在僅在一天內便售出了超過8000件印上碧咸字樣的球衣，球隊因而獲得超過60萬歐元的特殊收入。這個數字比罗纳尔多及施丹加盟時要多出3至15倍。

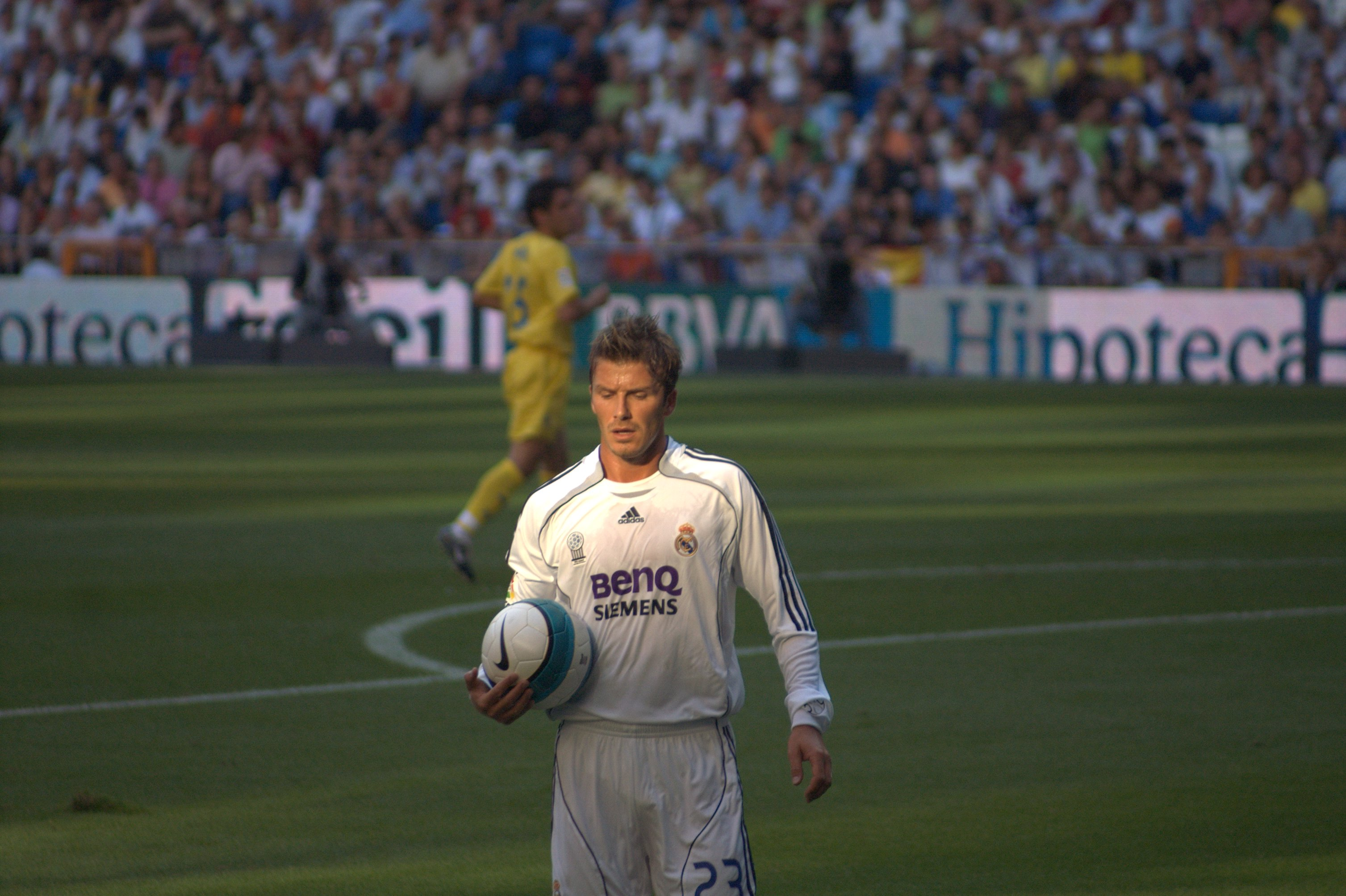
碧咸在皇馬的最後季度:06-07

從收集到的數據看來，無論對碧咸或是球隊本身都可說是相當成功。當曼聯連續八年成為全世界收入最高的球隊後，曼聯終於在2004-05年度被皇家馬德里趕過排名跌落第二位，收入由對上一年的1億7150萬英鎊退減到只有1億6640萬英鎊。而同期皇馬則上升至1億8620萬英鎊，其中超越40%的收入來自商業活動，這明顯是貝克漢所帶來的效應。
由於皇馬連續四年都沒有贏得主要獎項，球會班底更換，碧咸於2007年1月11日與美國職業足球大聯盟球會洛杉矶银河足球俱乐部簽約，並於2006-07年球季過後離開皇馬。宣佈離隊後的貝克漢曾被當時領隊卡佩罗雪藏，更一度聲稱不會再派遣其上陣，但貝克漢於操練中勤力的表現令卡佩罗改變決定，於季尾再次委以重任，而貝克漢在季尾表現光芒四射，先後交出多個助攻，最後協助皇家馬德里奪得該年的西甲冠軍，此亦是貝克漢效力皇馬期間唯一一次冠軍獎項。

### 洛杉磯銀河
2007年7月底，贝克汉姆和妻子维多利亚·貝克漢正式搬到美國洛杉磯，由于公眾知名度而成為美國媒體關注的焦點之一。加盟初期由於受傷患困擾，貝克漢於美國大聯盟上陣的首場熱身賽對車路士的賽事只是後備出陣十多分鐘，但已經破了美國足球大聯盟史上最高的直播收視紀錄。2007年8月首次以隊長身份為球隊正選上陣，交出一個入球一個助攻，協助球隊以2:0勝出。
2008年3月6日，碧咸自2003年以來再度訪問香港，在3月12對南華邀請隊的友誼賽，他在比賽末段射入点球，使銀河隊以2比2逼和南華邀請隊，球賽因而要以点球分勝負，但最後銀河隊以總比數6比7敗陣，贝克汉姆共射入2球点球。

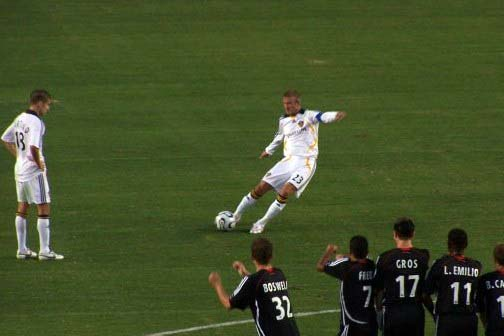
贝克汉姆在洛杉磯銀河的第一個入球

2009年賽季是碧咸在洛杉磯銀河的第3年，球隊戰績大幅提升，常規賽獲得西部第一，季後賽也一路殺至總決賽，於2009年11月22日與東部的皇家鹽湖城會師。碧咸踢滿了120分鐘，雙方戰成1比1。戰至12碼大戰，碧咸率先出場並操刀命中。可惜，其後3名銀河球員射失，7輪互射後銀河4比5敗陣，遺憾地首次成為美國職業足球大聯盟總亞軍。而在該場決賽後尚有一重要消息爆出，事緣於加時賽開始前的小休中，碧咸被直播鏡頭捕捉到使用哮喘噴霧的一幕，賽後他坦承自幼便患有哮喘，這巧合地與他有份參演的電影《一球成名》（Goal！）系列中的主角一樣。另外，這場比賽也粉碎了外界關於碧咸對洛杉磯銀河懷有離心的抨擊。曾被英格蘭領隊卡比路稱譽為平生所見足球員中最具專業精神的碧咸在此前九天的四強賽中，右腳踝受傷，這傷勢一直困擾著碧咸，終於迫使他於決賽前注射了三支封閉針，以期阻延痛楚感覺。縱使如此，在加時賽中已經看到他步履蹣跚。賽後碧咸透露在開賽50分鐘後，封閉針的作用便逐漸消失，使得他感覺越來越疼痛。此外，由於賽前患上感冒，賽後碧咸便咳嗽不止。這種為球隊盡心付出的專業精神不但無負卡比路的稱譽，更使數月前公開批評他的隊友當奴雲動容，賽後當奴雲心悅誠服地表示對碧咸的尊敬，他說：「觀眾只看到了碧咸在球場上的表現，但我們卻同時看到場外的碧咸，他的表現同樣非常出色。你們大概不知道，在最近的六、七場比賽，他一直在傷病中掙扎，而且堅持了下來。」
2011年是碧咸與銀河所簽合約最後的一季，也是自跟腱撕裂中康復之後的一個完整賽季。自加盟銀河至此，球隊一直未能染指聯盟的最高榮譽—聯盟杯（MLS Cup），終於也在這一賽季拿下了，而碧咸本人也保持了效力球會均能奪冠的佳績。（不包括短期租借。）

#### 外借至AC米蘭

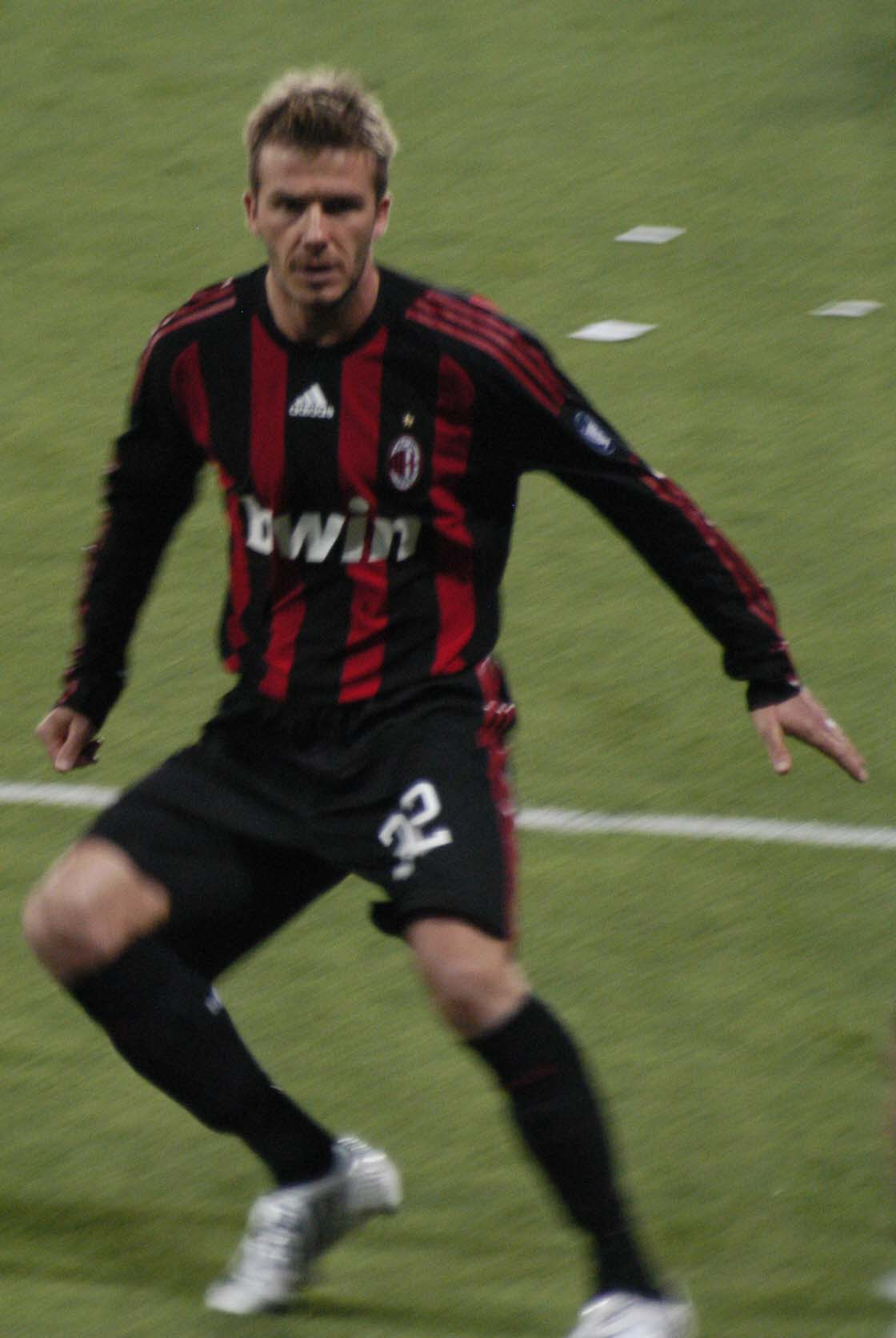
碧咸為AC米蘭上陣

此外，碧咸亦曾於效力洛杉磯銀河期間，兩度以外借形式於意甲球隊AC米蘭短暫作賽。事緣2008年碧咸成功入圍成為卡比路的國家隊一員，導致有猜測他或會重返歐洲球壇，以保持在來年春季的狀態迎戰世界盃外圍賽。10月22日AC米蘭表示有意在2009年1月以借用形式取得碧咸加盟直至三月初，雖然有這項公告及其他流言，碧咸清楚表明無意離開美國職業足球大聯盟，並打算按時返回洛杉磯銀河參加新球季的比賽。10月30日，紅黑兵團正式宣佈碧咸將會在1月7日以借用形式加盟，穿上32號球衣。由於碧咸於借用期間表現出色，AC米蘭與洛杉磯銀河達成續租協議，碧咸留效至意甲球季結束才返回美國。在碧咸米蘭時期中，米蘭實驗室（Milan Lab）給碧咸提供了很大的幫助，碧咸經過了米蘭實驗室的許可在機能測試中，碧咸通過視力、牙齒等檢驗，他的肺活量也給出樂觀的數據（高於一般的年輕隊員）。2010年1月为了参加南非世界杯保持高水平，碧咸重返AC米蘭，再次外借半个赛季。很可惜，碧咸於同年3月14日意甲比賽，AC米蘭對基爾禾的賽事期間，左腳跟腱撕裂，需養傷5個月。無法第四度為英格蘭披甲，出戰南非世界盃決賽周。

### 巴黎圣日耳曼
2013年1月31日，贝克汉姆前往巴黎进行体检。2月1日，巴黎聖日耳門官方宣布贝克汉姆加盟，他将身穿32号球衣。碧咸表示，會將效力期間所得的薪金全數捐助予當地一間兒童慈善機構。5月13日，巴黎聖日耳門奪得19年來首個聯賽冠軍，碧咸至此成為英格蘭足球史上第一位在四個不同國家的頂級聯賽均能奪冠的球員。3日後，碧咸在其facebook中宣佈賽季後結束球員生涯。
2013年5月19日，職業生涯最後一戰對布雷斯特，碧咸在第31分鐘角球助攻予布莱瑟·马图伊迪拉開比分成2-0，至81分鐘被阿根廷前鋒拿維斯入替，碧咸含淚告別征戰22年的綠茵場，正式結束球員生涯。

## 國家隊生涯

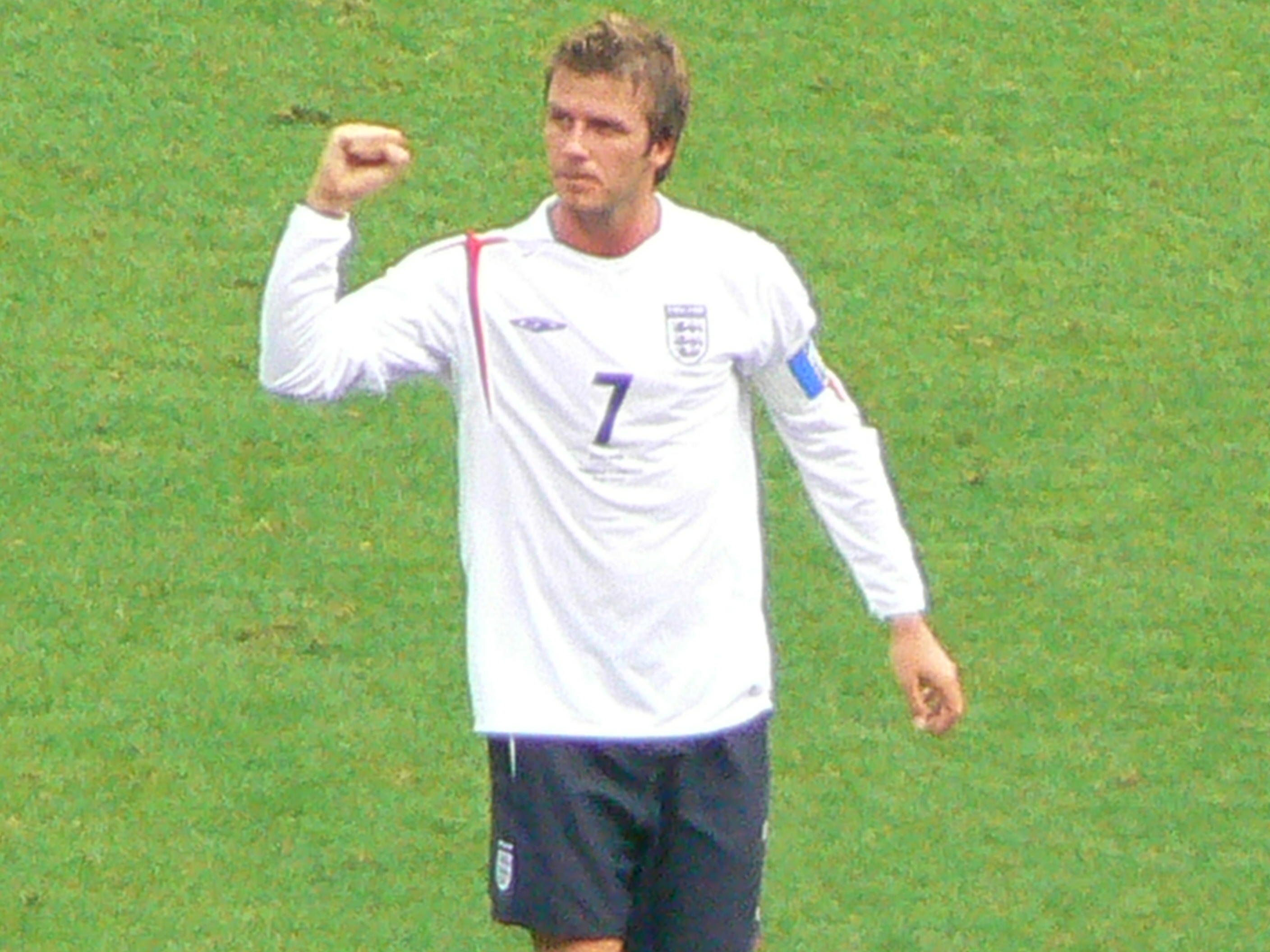
2006年世界盃對厄瓜多爾時的贝克汉姆

贝克汉姆早在1998年已入選國家隊參戰在法國舉行的世界盃决赛阶段比赛，可是該屆英格蘭表現平平，只能在分組賽以G組次名出線。十六強面對阿根廷，贝克汉姆在下半場因一次報復的侵犯，被球證以紅牌驅逐離場。經加時後雙方賽和二比二，需以互射十二碼定勝負，英格蘭以十二碼三比四（總比數五比六）結束世界盃之旅。回國後贝克汉姆成為批評的箭靶，大多數都是火上加油的謾罵，而部分其他俱乐部球迷更在賽場上高舉“Beckscum”的稱呼諷刺贝克汉姆。（“Scum”解作「垃圾、無能鬼」）。
在隨後日子英格蘭在大賽的表現極度低劣，然而碧咸卻反而得到正面評價。2001年贝克汉姆被提拔為隊長，並於對希臘的世界盃外圍賽最後一分鐘射入一球妙到顛毫的自由球，協助英格蘭以2比2迫和希臘，確定了晉身2002年世界盃決賽的資格，他在國民的心目中的印象亦從“狗熊”變成“英雄”。
2002年世界盃決賽週展開前兩個月，贝克汉姆在一場曼聯的歐冠盃賽事中弄傷了左腳蹠骨。傷癒後由於缺乏訓練，贝克汉姆狀態未及提升，但在與阿根廷賽事中贝克汉姆射入了一個十二碼，成功贏阿根廷1比0。外界視之為他在四年前爭議的終結，而贝克汉姆回國時更得英女王伊莉莎白二世點名讚許。
在2004年欧洲足球锦标赛，贝克汉姆悉數上陣英格蘭賽事，但無法帶領球隊取得好成績。他在對法國首場賽事中，被前曼聯隊友門將巴夫斯救出了十二碼，最終被法國以2比1擊敗。其後於八強對葡萄牙的賽事以和局完成120分鐘的賽事，需以互射点球決勝，贝克汉姆身先士卒但皮球一飛衝天，最終英格蘭以五比六不敵葡萄牙。賽後贝克汉姆指責球場場地差劣使他射失十二碼。
2006世界盃外圍賽贝克汉姆在對威爾斯比賽時自稱刻意犯規，引起各方迴響。事緣他在取得一個入球後向對方一名後衛動手而被罰黃牌，並被領隊埃里克松調離場。賽後證實贝克汉姆肋骨受傷，他則在記者招待會中自豪地說因早已知道受傷無法於下一場國際賽上陣，因此刻意取得黃牌以累積5張黃牌，並在下一場國際賽自動停賽，引起嘩然。支持贝克汉姆一方說他的誠實值得學習，而反對一方則稱他厚顏無恥，質疑他作為年青人模範的資格。
儘管以上事件某程度使贝克汉姆在國家隊生涯蒙上污點，但憑著自己人氣，贝克汉姆仍擁有80次代表國家隊記錄，令身為領隊的埃里克松重用贝克汉姆為隊長。他以隊長身份參與2006年世界盃，成為英格蘭史上六位參與三次世界盃的球員，亦是第三位以隊長（前兩位為卜比·摩亞及）身份參與超過一屆世界盃。碧咸是英格蘭國家隊歷史上首位能夠於三屆世界盃當中均能夠取得入球的球員：他於1998年世界盃對哥倫比亞的賽事中射入一記自由球、2002年世界盃對阿根廷射入12碼、再於2006年世界盃對厄瓜多爾一役射入任意球。
2006年世界杯后，贝克汉姆宣布辞去英格兰队长一职，同時國家隊領隊艾歷臣辭退，改由副領隊麥卡倫擔任。自從麥卡倫上任後贝克汉姆未獲重用。同年8月，贝克汉姆在2008年歐洲國家杯外圍賽從国家队中落选，自此贝克汉姆再沒有替英格蘭上陣過一場比賽，加上碧咸於2007年1月宣佈季尾後轉往美國，一般認為贝克汉姆時代的英格蘭國家隊將會結束。
幸好贝克汉姆於在皇家馬德里重拾高水準表現，因而在2007年首次獲得麥卡倫重召國家隊，並且在重建完成的溫布萊球場的首場A級國家隊賽事迎戰巴西列為正選。比賽下半場贝克汉姆右路開出自由球，由隊長泰利以頭槌先開紀錄，雖然英格蘭最終被巴西迫和一比一，但贝克汉姆的回歸獲得麥卡倫甚至全場球迷讚賞。數日後對愛沙尼亞的歐洲國家盃外圍賽賽事，碧咸再次貢獻出兩個助攻協助球隊以3:0大勝對手。
2007年11月21日，碧咸再次被重召入國家隊迎戰克羅地亞，此戰只要英格蘭打和便可出線歐洲國家杯，可惜英軍上半場已落後兩球。下半場碧咸後備登場，以一球漂亮的第一時間的右路傳中球的助攻，協助球隊追平。可惜英軍最後仍以3比2落敗，緣盡翌年歐洲國家杯決賽週。
2008年3月26日，碧咸被新任國家隊意籍主帥卡比路重召入國家隊迎戰法國，為個人第一百次上陣英格蘭國家隊比賽，可惜以一比零落敗。2008年5月28日，贝克汉姆在对美国国家队的友谊赛前从卜比查爾頓爵士手中接过100场纪念。
2008年10月15日，在迎戰白俄羅斯的2010年南非世界杯外圍賽中，碧咸後備入替禾確特，為個人第107次代表英格蘭國家隊上陣，超越其母會曼聯名宿卜比查爾頓爵士的上陣紀錄，成為英格蘭國家隊史上上陣次數第三多的球員，僅次予第二的卜比摩亞的108次。包括這場在內的首4場世界盃外圍賽上，雖然碧咸只擔任後備的角色，但每次接到傳送也獲得全場球迷的歡呼，可見碧咸在英格蘭球迷心目中的地位仍然很高。
2009年10月14日，在主場對戰白俄羅斯的2010年南非世界杯外圍賽中，碧咸後備入替艾朗·連儂，為個人第115次代表英格蘭國家隊上陣，離英格蘭名宿門將施路頓所保持的最高出場紀錄125次只差十次。觀乎其表現仍保持世界頂級水準，本來仍有頗大機會於未來挑戰施路頓的紀錄。但由于左脚跟腱撕裂，贝克汉姆最終黯然告別國家隊，未能以球员身份参加2010年南非世界杯决赛周比赛。不過，為了國家隊內部團結的特殊原因，他應領隊卡比路之邀，以英格兰国家队教练组成员身份，隨隊征战南非世界杯决赛周。。

## 名人生活

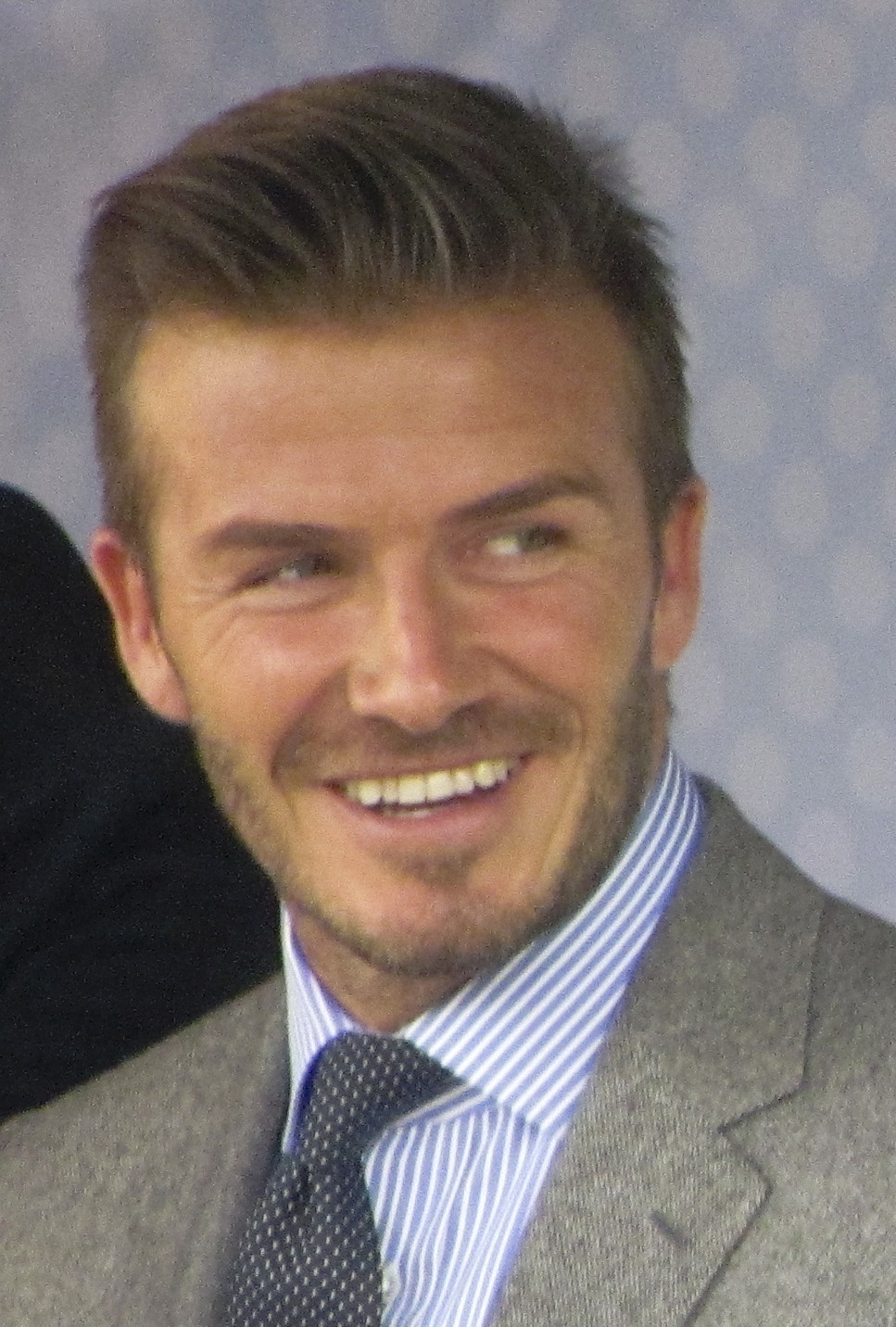
碧咸在美國駐倫敦大使館

贝克汉姆高度公開他與成員维多利亚的婚姻生活，使他倆成為英国小報的首要追訪目標，更為他們建立了綽號“Posh and Becks”。贝克汉姆育有三名兒子和一名女儿，分別是布魯克林（Brooklyn Joseph，1999年3月4日出生于伦敦波特蘭醫院）、羅密歐（Romeo James，2002年9月1日出生于伦敦波特蘭醫院）、克魯茲（Cruz David，2005年2月20日出生于马德里偉巴國際醫院）及哈珀·赛雯（Harper Seven，2011年7月10日出生于洛杉矶錫安山醫療中心）。贝克汉姆亦因經常轉換髮型而出名，儘管他的髮型有時被批評對年輕人影響太大，他仍然堅持定期為髮型作一徹底改變。
在足球生涯早段，贝克汉姆已獲多份贊助費相當驚人的贊助合約，代言的品牌及產品當中包括體育用品、通訊服務供應商沃达丰、軟性飲品百事可樂、男士用品吉列、義大利太陽眼鏡Police、日本明治巧克力（Meiji）、電玩發展商Rage、汽油商Castrol及與馬莎百貨合作的童裝系列DB07等。在1998年贝克汉姆與維多利亞在度假時被拍攝到穿上紗籠，令英國傳媒覺得贝克汉姆受到維多利亞的支配。
隨著贝克汉姆轉投皇馬及2004年歐洲國家杯的失望，雖然與丽贝卡·卢斯的婚外情擾攘一番，英國傳媒對贝克汉姆的興趣逐漸轉冷。2004年12月贝克汉姆夫婦宣佈在其伯克夏大宅內興建一座價值12萬鎊的臨時哥特式小禮拜堂供兩名愛子受洗用，再加以其選擇名歌星艾尔顿·约翰（Elton John）為布魯克林的教父，艾爾頓的同性戀夥伴大卫·芬尼斯（David Furnish）成為羅密歐的教父，而贝克汉姆的家人全數不入圍，作為一項家庭宗教儀式而被受揶揄。雖然贝克汉姆常有類似的“笨拙”生活模式，但仍被稱頌為一名好父親及樂善好施。
由於電影《我愛贝克汉姆》而令碧咸在北美廣為人知，電影描述一名英國印裔錫克教少女崇拜碧咸，排除家庭、種族、宗教及性別等問題而成為足球員。
2001年碧咸成為英國廣播公司年度體育名人。2003年夏季在英女王授勳名單中獲OBE。碧咸亦為聯合國兒童基金會親善大使。
2003年5月曼聯教练弗格森爵士禁止贝克汉姆戴頭帶上陣，覺得給人一種娘娘腔的印象。同年他的名聲更被肯定，斯塔福德郡大學提供以贝克汉姆為研究題材名為足球文化的12-週大學課程。
2004年4月英國小報廣泛報導贝克汉姆與其前私人助理（Rebecca Loos）有婚外情。一星期後盧絲二號馬來西亞裔澳洲模特兒（Sarah Marbeck）亦自稱與贝克汉姆有一腿。贝克汉姆宣稱小報的指控不僅荒謬且無實據，並已委託律師研商採取可能的法律行動。
2005年7月贝克汉姆為倫敦申辦2012年夏季奥林匹克运动会在新加坡協助竞选，結果伦敦成功得到承办权。同年贝克汉姆亦為電影《一球成名》及《一球成名2》客串演出。
2018年1月贝克汉姆正式成為美國職業足球大聯盟（MLS）球隊的班主，會在美國邁阿密籌組新球隊，將於2020年球季正式躋身聯賽。
2019年1月贝克汉姆宣佈買入英國低組別球隊沙福特城的10%股份，與2014年已入股的曼聯92班成員加利尼維利、菲臘尼維利、畢特、史高斯及傑斯再度合作，一起做生意。
2019年3月贝克汉姆成為澳門金沙城度假區宣傳大使，並首次於發佈會宣佈會將澳門金沙城中心翻新成澳門倫敦人。 （页面存档备份，存于） 澳門倫敦人全面開幕後，贝克汉姆於2023年5月26日來到澳門出席慶典。
2020年3月，贝克汉姆感染2019冠狀病毒病病毒。
贝克汉姆入選2025年英皇壽辰授勳名單，英王查爾斯三世表彰贝克汉姆對體育及慈善的貢獻，冊封他為下級勳位爵士。

## 電視節目
- 碧咸走進亞馬遜（David Beckham into the Unknown）
- 紳士密令 飾演 放映師
- 亞瑟：王者之劍 飾演 泰瑞格爾（Trigger）

## 紋身
碧咸身上多處有紋身圖案，其中之一是以印地语拼寫妻子维多利亚的名字，因為碧咸認為用英語的話就會俗不可耐。另一個紋身為希伯来语的，是來自希伯來聖經的雅歌第六章第三節，中譯為『我属我的良人，我的良人也属我。他在百合花中牧放群羊。』（譯文出自中文聖經和合本）
由於碧咸紋身的數目不斷增加、其紋身的圖案及位置使傳媒揶揄他像“地獄天使飆車族”（Hell's Angel biker）及“足球混混”（football yob），因此他在比賽時通常穿著長袖球衣以遮蓋紋身圖案，避免部份宗教信仰的球迷感到不快。
碧咸身上的紋身年表如下：
- 1999年4月 - 其子“布魯克林”（Brooklyn）的名字在背部；
- 1999年4月 - “守護天使”（Guardian Angel）在背部；
- 2000年 - 印地語“维多利亞”（Victoria）在左手內側；
- 2002年4月 - 羅馬數字“7”（VII）在右前臂；
- 2003年5月 - 拉丁語“精神家園”（Perfectio In Spiritu）在右臂；
- 2003年5月 - 拉丁語“為此我愛及珍惜”（Ut Amem Et Foveam）在左臂；
- 2003年 - 其子“羅密歐”（Romeo）的名字在背部；
- 2003年 - 古典藝術圖案在右肩膀；
- 2004年 - 有翅膀十字架在頸背；
- 2004年 - 天使及格言In The Face of Adversity在右臂；
- 2005年3月 - 其子“克魯斯”（Cruz）的名字在背部；
- 2006年6月 - 第二個天使及雲團在右臂及肩膀；
- 2008年1月 - 维多利亚的肖像在左前臂；
- 2008年2月 - “常在您左右”（Forever by your side）在左前臂；
- 2008年3月9日在香港尖沙咀金馬倫道8號4樓，出自沈龍威的作品[35]- 中國諺語“生死有命富貴由天”在腹部左側；[36]
- 2009年7月 - 「玫瑰花環」（ring o' roses）在左臂，紀念結婚10週年[37]；
- 2010年1月 - 靈感來自布魯克斯（Matthew R Brooks）作品「憂患之子」（The Man of Sorrows）的耶和華紋身在右腰間，用以悼念於2009年年底身故的祖父。
- 時間未定 - 在左手拇指與食指之間的 「723」數字紋身
- 時間未定 - 其女“哈珀”（Harper）的名字在胸前上方

碧咸將部分紋身歸咎於其患上的强迫症，並聲稱沉溺於被針刺的痛楚中。

## 生涯數據

### 俱樂部
| 俱樂部          | 賽季      | 層級           | 聯賽 | 聯賽 | 國家盃賽 | 國家盃賽 | 聯賽盃賽 | 聯賽盃賽 | 洲際賽 | 洲際賽 | 其他 | 其他 | 總計 | 總計 |
| 俱樂部          | 賽季      | 層級           | 出賽 | 進球 | 出賽     | 進球     | 出賽     | 進球     | 出賽   | 進球   | 出賽 | 進球 | 出賽 | 進球 |
| --------------- | --------- | -------------- | ---- | ---- | -------- | -------- | -------- | -------- | ------ | ------ | ---- | ---- | ---- | ---- |
| 曼聯            | 1992–93   | 英超           | 0    | 0    | 0        | 0        | 1        | 0        | 0      | 0      | –    | –    | 1    | 0    |
| 曼聯            | 1993–94   | 英超           | 0    | 0    | 0        | 0        | 0        | 0        | 0      | 0      | 0    | 0    | 0    | 0    |
| 曼聯            | 1994–95   | 英超           | 4    | 0    | 2        | 0        | 3        | 0        | 1      | 1      | 0    | 0    | 10   | 1    |
| 曼聯            | 1995–96   | 英超           | 33   | 7    | 3        | 1        | 2        | 0        | 2      | 0      | –    | –    | 40   | 8    |
| 曼聯            | 1996–97   | 英超           | 36   | 8    | 2        | 1        | 0        | 0        | 10     | 2      | 1    | 1    | 49   | 12   |
| 曼聯            | 1997–98   | 英超           | 37   | 9    | 4        | 2        | 0        | 0        | 8      | 0      | 1    | 0    | 50   | 11   |
| 曼聯            | 1998–99   | 英超           | 34   | 6    | 7        | 1        | 1        | 0        | 12     | 2      | 1    | 0    | 55   | 9    |
| 曼聯            | 1999–2000 | 英超           | 31   | 6    | –        | –        | 0        | 0        | 12     | 2      | 5    | 0    | 48   | 8    |
| 曼聯            | 2000–01   | 英超           | 31   | 9    | 2        | 0        | 0        | 0        | 12     | 0      | 1    | 0    | 46   | 9    |
| 曼聯            | 2001–02   | 英超           | 28   | 11   | 1        | 0        | 0        | 0        | 13     | 5      | 1    | 0    | 43   | 16   |
| 曼聯            | 2002–03   | 英超           | 31   | 6    | 3        | 1        | 5        | 1        | 13     | 3      | –    | –    | 52   | 11   |
| 曼聯            | 總計      | 總計           | 265  | 62   | 24       | 6        | 12       | 1        | 83     | 15     | 10   | 1    | 394  | 85   |
| 普雷斯頓 (租借) | 1994–95   | 第三級         | 5    | 2    | 0        | 0        | 0        | 0        | –      | –      | 0    | 0    | 5    | 2    |
| 皇家馬德里      | 2003–04   | 西甲           | 32   | 3    | 4        | 2        | –        | –        | 7      | 1      | 2    | 1    | 45   | 7    |
| 皇家馬德里      | 2004–05   | 西甲           | 30   | 4    | 0        | 0        | –        | –        | 8      | 0      | 0    | 0    | 38   | 4    |
| 皇家馬德里      | 2005–06   | 西甲           | 31   | 3    | 3        | 1        | –        | –        | 7      | 1      | 0    | 0    | 41   | 5    |
| 皇家馬德里      | 2006–07   | 西甲           | 23   | 3    | 2        | 1        | –        | –        | 6      | 0      | 0    | 0    | 31   | 4    |
| 皇家馬德里      | 總計      | 總計           | 116  | 13   | 9        | 4        | –        | –        | 28     | 2      | 2    | 1    | 155  | 20   |
| 洛杉磯銀河      | 2007      | 美國足球大聯盟 | 5    | 0    | 0        | 0        | –        | –        | –      | –      | 2    | 1    | 7    | 1    |
| 洛杉磯銀河      | 2008      | 美國足球大聯盟 | 25   | 5    | 0        | 0        | –        | –        | –      | –      | 0    | 0    | 25   | 5    |
| 洛杉磯銀河      | 2009      | 美國足球大聯盟 | 11   | 2    | 0        | 0        | –        | –        | –      | –      | 4    | 0    | 15   | 2    |
| 洛杉磯銀河      | 2010      | 美國足球大聯盟 | 7    | 2    | 0        | 0        | –        | –        | –      | –      | 3    | 0    | 10   | 2    |
| 洛杉磯銀河      | 2011      | 美國足球大聯盟 | 26   | 2    | 0        | 0        | –        | –        | –      | –      | 4    | 0    | 30   | 2    |
| 洛杉磯銀河      | 2012      | 美國足球大聯盟 | 24   | 7    | 0        | 0        | –        | –        | 1      | 1      | 6    | 0    | 31   | 8    |
| 洛杉磯銀河      | 總計      | 總計           | 98   | 18   | 0        | 0        | –        | –        | 1      | 1      | 19   | 1    | 118  | 20   |
| AC米蘭 (租借)   | 2008–09   | 義甲           | 18   | 2    | 0        | 0        | –        | –        | 2      | 0      | 0    | 0    | 20   | 2    |
| AC米蘭 (租借)   | 2009–10   | 義甲           | 11   | 0    | 0        | 0        | –        | –        | 2      | 0      | 0    | 0    | 13   | 0    |
| 巴黎聖日耳曼    | 2012–13   | 法甲           | 10   | 0    | 2        | 0        | –        | –        | 2      | 0      | 0    | 0    | 14   | 0    |
| 生涯總計        | 生涯總計  | 生涯總計       | 523  | 97   | 35       | 10       | 12       | 1        | 118    | 18     | 31   | 3    | 719  | 129  |

1. ↑  包含英格蘭社區盾、歐洲超級盃、洲際盃足球賽、國際足總俱樂部世界盃、西班牙超級盃、北美超級聯賽以及美國足球大聯盟盃賽（英语：MLS Cup Playoffs）

### 國家隊
| 國家隊   | 年分     | 出賽 | 進球 |
| -------- | -------- | ---- | ---- |
| 英格蘭   | 1996     | 3    | 0    |
| 英格蘭   | 1997     | 9    | 0    |
| 英格蘭   | 1998     | 8    | 1    |
| 英格蘭   | 1999     | 7    | 0    |
| 英格蘭   | 2000     | 10   | 0    |
| 英格蘭   | 2001     | 10   | 5    |
| 英格蘭   | 2002     | 9    | 3    |
| 英格蘭   | 2003     | 9    | 4    |
| 英格蘭   | 2004     | 12   | 2    |
| 英格蘭   | 2005     | 9    | 1    |
| 英格蘭   | 2006     | 8    | 1    |
| 英格蘭   | 2007     | 5    | 0    |
| 英格蘭   | 2008     | 8    | 0    |
| 英格蘭   | 2009     | 8    | 0    |
| 生涯總計 | 生涯總計 | 115  | 17   |

### 國家隊進球
| #  | 日期           | 場館                                                             | 場次 | 對手       | 進球 | 賽果 | 賽事                       |
| -- | -------------- | ---------------------------------------------------------------- | ---- | ---------- | ---- | ---- | -------------------------- |
| 1  | 1998年6月26日  | 法國，朗斯 · 博拉爾特-德勒利球場（Stade Bollaert-Delelis）       | 17   | 哥伦比亚   | 2–0  | 2–0  | 1998年世界盃足球賽小組賽   |
| 2  | 2001年3月24日  | 英格兰，利物浦 · 安菲爾德球場（Anfield）                         | 39   | 芬兰       | 2–1  | 2–1  | 2002年世界盃資格賽         |
| 3  | 2001年5月25日  | 英格兰，德比 · 普萊德公園球場（Pride Park Stadium）              | 41   | 墨西哥     | 3–0  | 4–0  | 友誼賽                     |
| 4  | 2001年6月6日   | 希腊，雅典 · 雅典奧林匹克體育場（Olympic Stadium）               | 42   | 希腊       | 2–0  | 2–0  | 2002年世界盃資格賽         |
| 5  | 2001年10月6日  | 英格兰，曼徹斯特 · 老特拉福球場（Old Trafford）                  | 46   | 希腊       | 2–2  | 2–2  | 2002年世界盃資格賽         |
| 6  | 2001年11月10日 | 英格兰，曼徹斯特 · 老特拉福球場（Old Trafford）                  | 47   | 瑞典       | 1–0  | 1–1  | 友誼賽                     |
| 7  | 2002年6月7日   | 日本，札幌市 · 札幌巨蛋（Sapporo Dome）                          | 51   | 阿根廷     | 1–0  | 1–0  | 2002年世界盃足球賽小組賽   |
| 8  | 2002年10月12日 | 斯洛伐克，布拉提斯拉瓦 · 特赫內波爾球場（Tehelné pole）          | 55   | 斯洛伐克   | 1–1  | 2–1  | 2004年歐洲國家盃資格賽     |
| 9  | 2002年10月16日 | 英格兰，南安普敦 · 聖瑪麗球場（St Mary's Stadium）               | 56   | 北馬其頓   | 1–1  | 2–2  | 2004年歐洲國家盃資格賽     |
| 10 | 2003年3月29日  | 列支敦斯登，瓦都茲 · 萊茵公園球場（Rheinpark Stadion）           | 58   | 列支敦斯登 | 2–0  | 2–0  | 2004年歐洲國家盃資格賽     |
| 11 | 2003年4月2日   | 英格兰，桑德蘭 · 光明球場（Stadium of Light）                    | 59   | 土耳其     | 2–0  | 2–0  | 2004年歐洲國家盃資格賽     |
| 12 | 2003年8月20日  | 英格兰，伊普斯威奇 · 波特曼路球場（Portman Road）                | 61   |            | 1–0  | 3–1  | 友誼賽                     |
| 13 | 2003年9月6日   | 北馬其頓，史高比耶 · 菲利普二世體育場（Toše Proeski Arena）      | 62   | 北馬其頓   | 2–1  | 2–1  | 2004年歐洲國家盃資格賽     |
| 14 | 2004年8月18日  | 英格兰，紐卡索 · 聖詹姆斯公園球場（St James' Park）              | 73   | 乌克兰     | 1–0  | 3–0  | 友誼賽                     |
| 15 | 2004年10月9日  | 英格兰，曼徹斯特 · 老特拉福球場（Old Trafford）                  | 76   |            | 2–0  | 2–0  | 2006年世界盃資格賽         |
| 16 | 2005年3月30日  | 英格兰，紐卡索 · 聖詹姆斯公園球場（St James' Park）              | 80   |            | 2–0  | 2–0  | 2006年世界盃資格賽         |
| 17 | 2006年6月25日  | 德国，斯圖加特 · 梅賽德斯-賓士競技場（Gottlieb-Daimler-Stadion） | 93   |            | 1–0  | 1–0  | 2006年世界盃足球賽十六強賽 |

## 評價
- 巴西球王比利：「當我們提及一些偉大球員時，很難會找到無論場內或場外均出色的；英格蘭有很多好球員、一流球員，但其言行及在賽場上的表現，正是年輕球員的榜樣。」
- 簡東拿：「我認為碧咸是現今足球的最佳演繹者之一，他值得繼承我的球衣！」
- 前皇馬前鋒魯爾：「他令球隊踢得更輕易，前鋒亦因而受惠。不得不承認他對每事的努力，這亦令他成為球隊的重要部份，讓他操控中場。」
- 前AC米蘭隊長馬甸尼：「碧咸是冠軍級人馬，所有球員都很樂意受其影響，他已證明是當今最佳球員之一。」
- 前英格蘭主帥麥卡倫：「碧咸是偉大的球員，他總在訓練場加練，他利了自己的天賦讓自己擁有輝煌的足球生涯。他也一直激勵著自己的隊友。無論場外還是場內他的言行舉止都是年輕球員的榜樣。他是個天生的領袖，大家總會追隨著他。」
- 英格蘭主帥鶴臣：「我個人希望他未來無論做甚麼工作，都要繼續留在足球圈。貝克漢是一個天賦極高的人，無論在哪裡工作，他都有很多人追隨。不過我希望我們能繼續在足球圈看到他，因為相信他的經驗能給大家帶來很多，我們也真的需要他的幫助。他作為球員擁有一個了不起的職業生涯，在英國有無數的人是他的支持者。」
- 前英格蘭主帥艾歷臣：「碧咸有很多可貴的品質，他是一位出色的球員，也是擁有很好品格的人，他可能是世界上最有名的運動員。如果你說到他，全世界的人都知道那是誰。我不知道還有哪名足球運動員能比他更受歡迎。」
- 愛華頓隊長菲臘·尼維利：「碧咸的職業生涯非常成功，他在四個國家中都獲得了聯賽冠軍，他為英格蘭隊有100次以上的出陣次數，他是這個英國最好的形象大使。」

## 獎項

### 個人
- PFA年度最佳青年球員：1997
- 歐洲足球總會聯盟最佳球員： 1999
- 歐洲足球總會聯盟最佳中場：1999
- BBC年度體壇風雲人物：2001

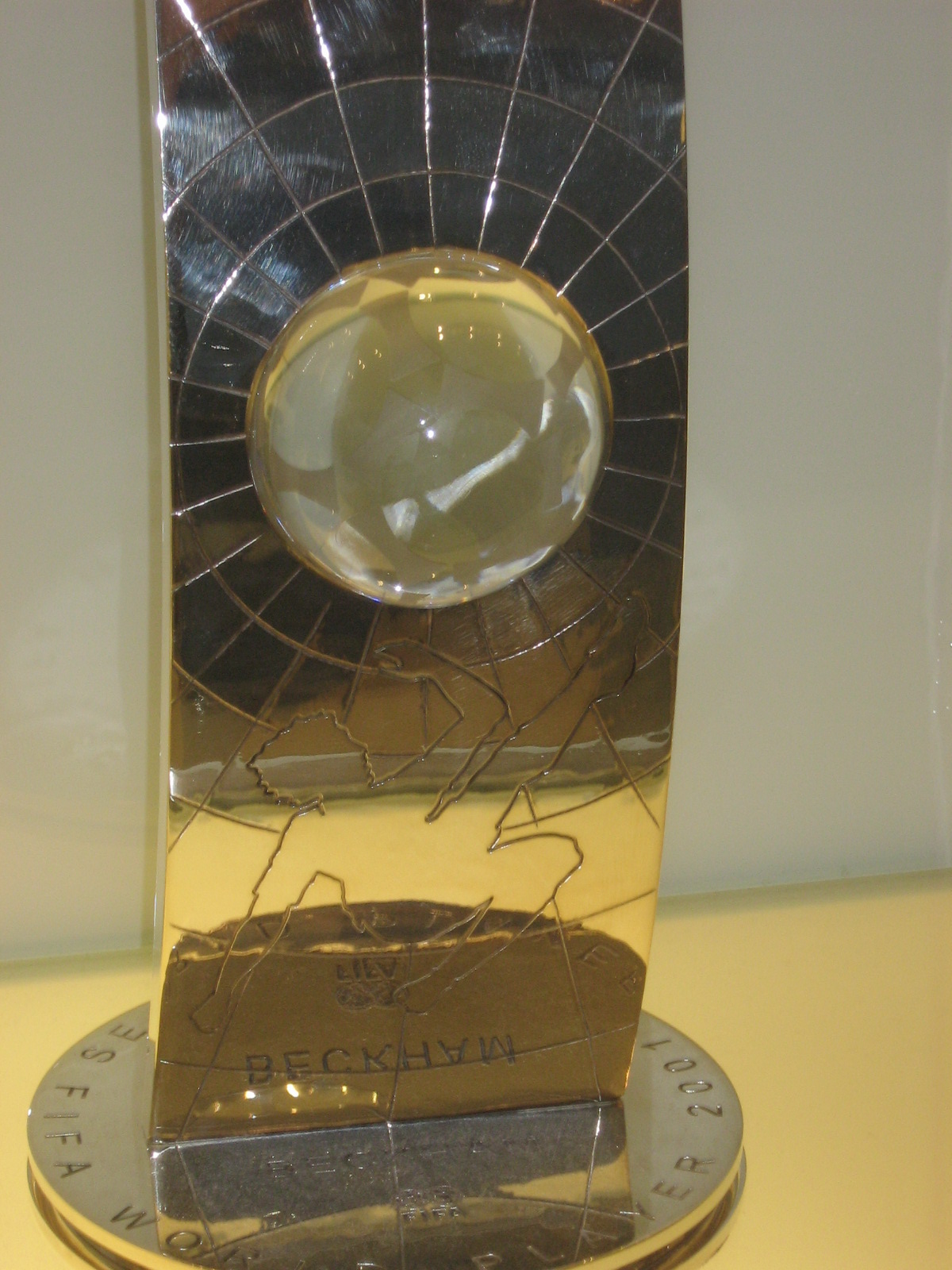
碧咸被提名為2001年國際足協世界足球先生

- 國際足協世界足球先生提名：1991、2001
- ESPY最佳男子足球員：2004[47]
- ESPY美國職業足球大聯盟最佳球員: 2008[47]
- 英格蘭FWA足球貢獻獎：2008
- BBC年度體壇風雲人物終身成就獎：2010
- FIFA 100[48]
- 英格蘭足球名人堂成員
- 英格蘭足球超級聯賽名人堂成員

#### 勳章
- 大英帝國官佐勳章
- 下級勳位爵士[31]

### 球會
曼聯
- 英格蘭超級聯賽冠軍（6）: 1995–96、1996–97、1998–99、1999–00、2000–01、2002–03
- 英格蘭超級聯賽亞軍：1994–95、1997–98
- 英格蘭足總杯冠軍（2）: 1996、1999
- 英格蘭足總杯亞軍：1995
- 欧洲冠军联赛冠軍：1998–99
- 洲際杯冠軍：1999
- 歐洲超級杯亞軍：1999
- 英格蘭社區盾冠軍（4）: 1993、1994、1996、1997
- 英格蘭社區盾亞軍：1998、2000、2001
- 英格蘭足總青年杯冠軍：1992

 皇家馬德里：
- 西班牙甲組聯賽冠軍：2006–2007
- 西班牙超級杯冠軍：2003

 洛杉磯銀河：
- 美國職業足球大聯盟杯冠軍（2）: 2011、2012
- 美國足球大聯盟支持者盾杯冠軍（2）: 2010、2011
- 美國足球大聯盟西部聯盟（英语：Western_Conference (MLS)）冠軍（3）: 2009、2010、2011
- 北美超級聯賽亞軍：2007

 巴黎聖日耳門：
- 法國甲組聯賽冠軍：2012-13

## 外部連結
- 贝克汉姆个人网站（页面存档备份，存于）（英文）
- 《我的立場》連載（页面存档备份，存于）（简体中文）
- 贝克汉姆球迷社区（英文）
- Photos and Videos David Beckham（英文）/（西班牙文）
- Geneall网站上关于大卫·贝克汉姆家族的家谱（英文）
- 大卫·贝克汉姆的Facebook專頁（英文）
- David Beckham的Instagram帳戶（页面存档备份，存于）

| 奖项与成就      | 奖项与成就                        | 奖项与成就 |
| --------------- | --------------------------------- | ---------- |
| 前任： 罗纳尔多 | 歐洲足協最有價值球員 1998～1999年 | 繼任：     |
| 體育角色        |                                   |            |
| 前任：          | 英格蘭國家隊隊長 2000～2006年     | 繼任：     |
| 前任：          | 洛杉磯銀河隊長 2007～2008年       | 繼任：     |